# Čez praznike spet doma
»Čez praznike spet doma« je skladba skupine Obvezna smer iz leta 1986. Avtor glasbe je Tadej Hrušovar, besedilo je napisal Ivan Sivec.

## Snemanje
Snemanje je potekalo v studiih Metro, Top Ten in Studio 14 (RTV Ljubljana). Skladba je bila izdana na istoimensken albumu Srce je popotnik pri založbi ZKP RTV Ljubljana na kaseti. Spot so posneli pri Zbiljskem jezeru.

## Zasedba

### Produkcija
- Toni Kapušin – glasba
- Ivan Sivec – tekst
- Tomaž Kozlevčar – aranžma
- Iztok Černe ali Dare Novak ali Borivoj Savicki – tonski snemalec

### Studijska izvedba
- Toni Kapušin – solo vokal
- Franci Kebler – kitara, vokal
- Slavko Vesel – bas kitara, vokal
- Dario Plesničar – bobni
- Ivo Žavbi